# یارن
یارن (Yaren) نام یک روستا و بخش در جمهوری نائورو در اقیانوسیه است.
با این‌که یارن عملاً نقش پایتخت کشور نائورو را دارد ولی رسماً این کشور پایتخت ندارد.
جمعیت یارن ۸۰۰ نفر است و در جنوب نائورو واقع شده.
در یارن ساختمان‌های دولتی نائورو قرار دارند و فرودگاهی نیز نزدیک آن فعال است.
مردم یارن به گویش یارنی از زبان نائورویی صحبت می‌کنند و انگلیسی نیز می‌دانند.
یارن هتل ندارد. تنها هتل نائورو در مِنِنگ واقع شده‌است.